# Nuits Guitares
Ne doit pas être confondu avec Festival international des Nuits de la Guitare de Patrimonio.
Les Nuits Guitares est un festival de musique se déroulant depuis 2000 à Beaulieu-sur-Mer.

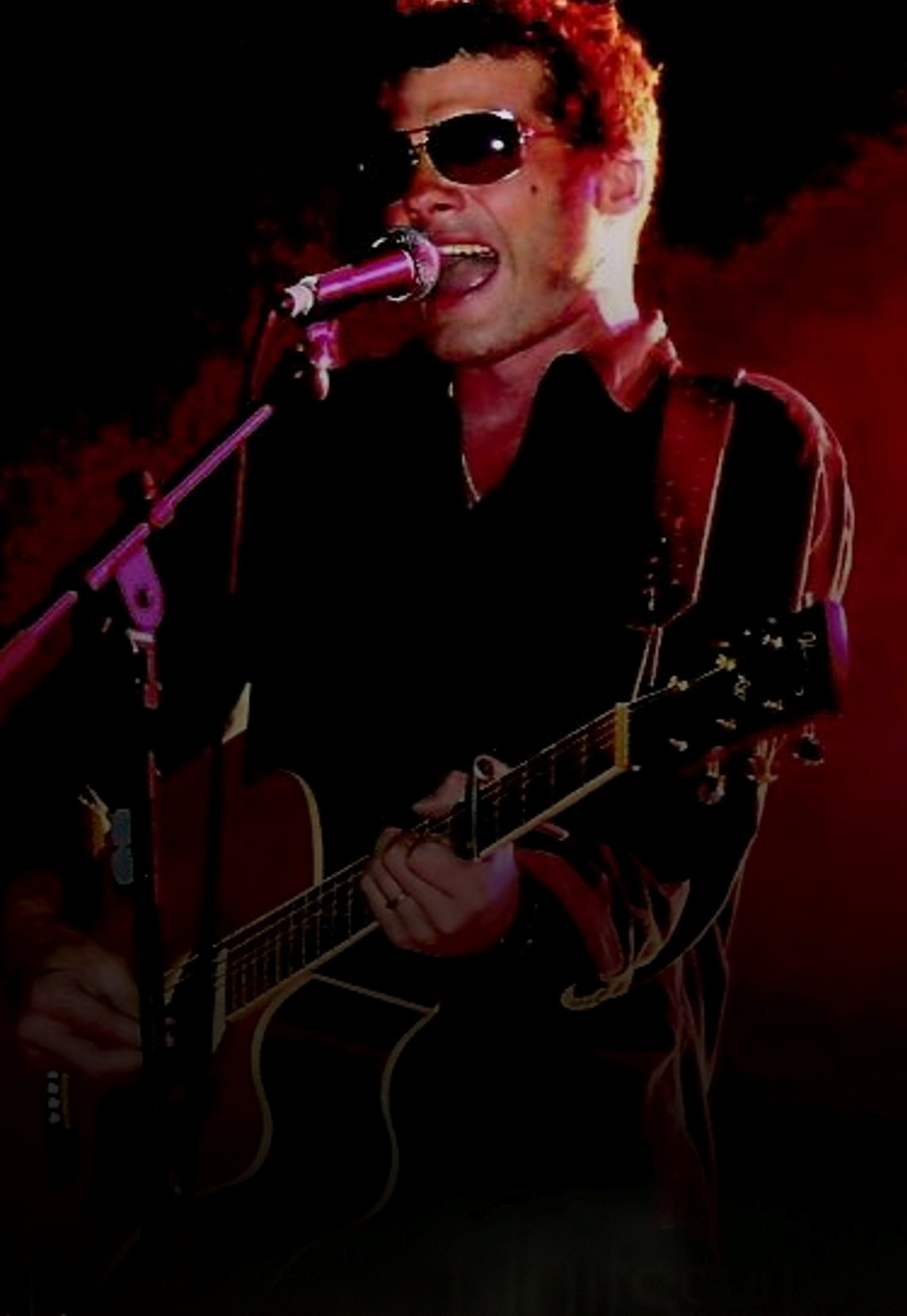
Pascal Mono aux Nuits Guitares (2007) à Beaulieu-sur-Mer

## Historique

### Années 2000

#### 2005
- Gérald De Palmas, Cannon Ball

#### 2006
- Yuri Buenaventura, The Bow, Joe Satriani

#### 2007
- Tété, Pascal Mono, Al Di Meola

#### 2008
- Rose, Lucky Peterson, Ilène Barnes

#### 2009
- Mattrach, John Butler, Bruel

### Années 2010

#### 2010
- Alain Souchon, Popa Chubby, Calvin Russell

#### 2011
- Larry Carlton, Paul Personne, Eric Mc Fadden

#### 2012
- Triggerfinger, Gov't Mule, Chico et les gypsies

#### 2013
- Sanseverino, Jugando, Eric Bibb, Bill Deraime

#### 2015
- Christophe Maé, Kyo

#### 2016
- Emir Kusturica and the No Smoking Orchestra, Tziganissa, Christophe, Ninety's Story, Thomas Dutronc, Ma Saïsara[1]

#### 2017
- Emir Kusturica, Thomas Dutronc, Christophe, Asaf Avidan, Amir[2], Calypso Rose[3]

#### 2018
- Morcheeba, Catherine Ringer, Kool and the Gang[4], Clara Luciani, Ninety's Story, Funktet, Jonh Wadies, Micael Sene, Marjorie Martinez[5]

#### 2019
- Keziah Jones, Kassav, Ibeyi

### Années 2020

#### 2020
L'édition est reportée à 2021 à cause de la pandémie de Covid-19.

#### 2021
- Philippe Katerine, Pomme, AaRON

#### 2022
- Selah Sue, MLN-Headz, Rodrigo y Gabriela, Carlos Lopes, Christophe Maé, Seb Machado, Afroman Radio (DJ Set)[7]

#### 2023
- Izïa, DSL * Dire Straits Legacy, Bernard Lavilliers